# Parafuso de Arquimedes

O Parafuso de Arquimedes é capaz de bombear com eficiência: água, lama, esgoto e até partículas sólidas como grãos.

Parafuso de Arquimedes ou bomba de parafuso é uma máquina utilizada para transferir líquidos de um local mais baixo até um ponto mais elevado. Sua invenção é atribuída a Arquimedes.

## Mecanismo
Esta máquina originalmente era constituída por um parafuso colocado dentro de um tubo cilíndrico oco. Pode ser vista como um plano inclinado (outra máquina simples) envolvido por um cilindro. A extremidade mais baixa é colocada na água e o parafuso é rodado (antigamente por um moinho de vento ou mesmo manualmente, atualmente por um motor elétrico). À medida que a extremidade inferior do tubo roda, este arrasta um determinado volume de água, que, à medida que o veio roda, vai deslizando para cima ao longo do parafuso até sair pela extremidade superior do tubo.
O espaço entre o parafuso e o cilindro não tem que ser estanque, uma vez que a quantidade de água arrastada pelo tubo a cada volta é relativa à velocidade angular do parafuso. Além disso, a água em excesso na secção mais elevada do parafuso é vertida para a anterior e assim sucessivamente, atingindo-se um tipo de equilíbrio durante a utilização desta máquina, o que evita a perda de eficiência da mesma.
O parafuso não tem que obrigatoriamente girar dentro do cilindro, mas pode girar em conjunto com este desde que solidariamente. O espaço entre o parafuso e o cilindro pode ser vedado (por exemplo com uma resina) ou o mecanismo pode ser constituído por uma peça inteira de bronze, como supostamente era o caso na Babilónia.

## Aplicações
Na antiguidade foram utilizados em sistemas de irrigação, pelos romanos, para retirar água de minas e mais tarde seriam utilizados pelos neerlandeses acoplados a moinhos de vento para drenar os pôlders. Podem também ser utilizados para bombeamento de lamas, betão e esgotos, uma vez que os sólidos não causam grandes problemas de funcionamento.
A partir da década de 1970, os Países Baixos aperfeiçoaram o parafuso de Arquimedes e este tipo de máquina hidráulica é muito utilizado atualmente em todo o mundo, sobretudo para grandes caudais e pequenas alturas (altura máxima de 5,0 m). Existem algumas bombas de parafuso de 6 m de altura funcionando na Avenida Atlântica, em Copacabana, no Rio de Janeiro, para bombear os esgotos da zona sul dentro do interceptor até o emissário submarino de Ipanema. Na Embasa, Empresa Baiana de Águas e Saneamento da Bahia, existem cinco bombas parafuso bombeando esgoto a uma altura de 10 m.